# Conisania stereotypa
Conisania stereotypa är en fjärilsart som beskrevs av Koshantschikov. 1925. Conisania stereotypa ingår i släktet Conisania och familjen nattflyn. Inga underarter finns listade i Catalogue of Life.